# Francis Collins

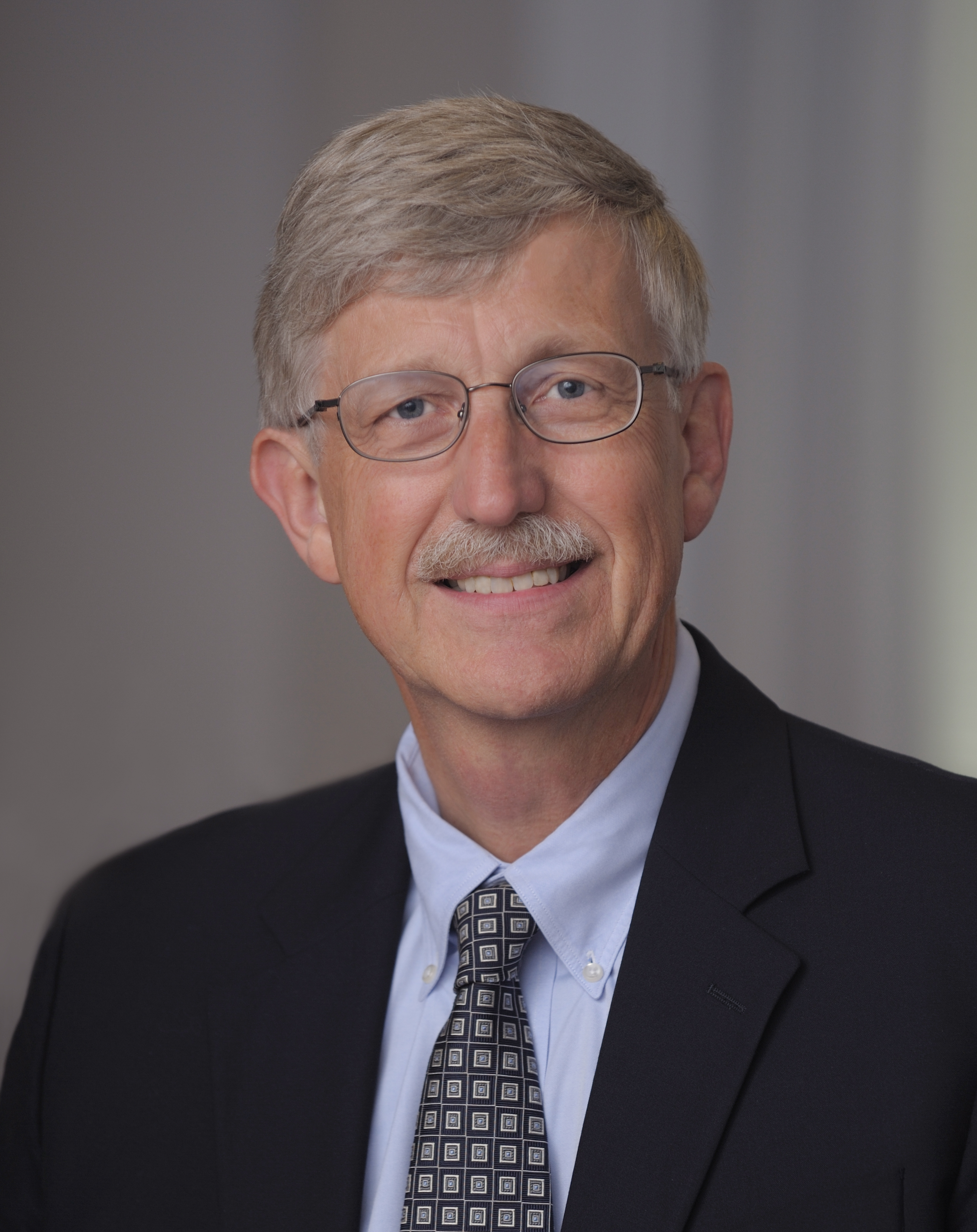
Francis S. Collins (2009)

Francis Sellers Collins (* 14. April 1950 in Staunton, Virginia) ist ein US-amerikanischer Genetiker und ehemaliger Direktor der National Institutes of Health. Ab dem 18. Februar 2022 war er kommissarischer Wissenschaftsberater des Präsidenten im Kabinett Biden.

## Leben
Collins, der unter anderem an der Universität von Michigan lehrte, leistete zahlreiche wichtige Beiträge zur Erforschung der Gendefekte und Lokalisierung der Gene, welche die Erbkrankheiten Mukoviszidose (1989), Chorea Huntington (1993) und Neurofibromatose (1990) auslösen. Er trat 1993 in die National Institutes of Health ein. Seit 1993 leitete er das Humangenomprojekt (als Leiter des National Human Genome Research Institute, NHGRI, in Washington D. C.), in dem Hunderte von Wissenschaftlern an der vollständigen Entschlüsselung des menschlichen Erbguts arbeiteten. Am 8. Juli 2009 wurde er von US-Präsident Obama zum Direktor der National Institutes of Health berufen. Die nachfolgenden US-Präsidenten Donald Trump und Joe Biden beließen ihn im Amt. Im Oktober 2021 trat er von diesem Amt zurück. Er letter dasher die Behörde während der Coronapandemie, sprach sich etwa öffentlich gegen die Great Barrington Declaration aus und bemühte sich die Spaltung der USA in der Pandemie zu überwinden. Im Februar 2022 wurde er kommissarischer Wissenschaftsberater des Präsidenten im Kabinett Biden. Er arbeitete noch bis Ende Februar 2025 wissenschaftlich im NIH und trat dann nach 32 Jahren am NIH in den Ruhestand.
Als ehemaliger Atheist ist Collins heute gläubiger Christ und Verfechter des Konzepts einer theistischen Evolution. Seiner Ansicht nach sind christlicher Glaube und Evolutionstheorie vollständig miteinander vereinbar. Eine wörtliche Interpretation der biblischen Schöpfungsgeschichte in Form des Junge-Erde-Kreationismus weist Collins dagegen zurück.

## Auszeichnungen
- 1990: Gairdner Foundation International Award
- 1993: Mitglied der National Academy of Sciences
- 1998: Mitglied der American Academy of Arts and Sciences
- 1999: Wilbur Cross Medal der Yale University[7]
- 2000: George M. Kober Lectureship
- 2001: Prinz-von-Asturien-Preis
- 2001: Biotechnology Heritage Award
- 2005: ASCI Award
- 2005: William Allan Award
- 2007: Presidential Medal of Freedom (höchste zivile Auszeichnung der USA)
- 2010: Albany Medical Center Prize (höchstdotierter Medizinpreis der USA)
- 2015: George M. Kober Medal
- 2018: Warren Alpert Foundation Prize
- 2020: Auswärtiges Mitglied der Royal Society
- 2020: Templeton-Preis
- 2022: Mitglied der American Philosophical Society

## Veröffentlichungen
- The Language of God. Simon & Schuster, London 2006, ISBN 978-1-84739092-9.
- Gott und die Gene. Ein Naturwissenschaftler begründet seinen Glauben. 1. Aufl., Gütersloh 2007.
- Meine Gene – mein Leben. Auf dem Weg zur personalisierten Medizin. 1. Aufl., Spektrum Akademischer Verlag 2011.